# Bogue (Schiff)
Die USS Bogue (AVG/ACV/CVE-9)  war ein Geleitflugzeugträger der United States Navy und das Typschiff der Bogue-Klasse. Der aus einem Handelsschiff umgebaute Träger stand zwischen 1942 und 1946 im Dienst der US-Marine und wurde hauptsächlich in der Atlantikschlacht als U-Bootjäger eingesetzt, ab Sommer 1945 folgten Einsätze auf dem pazifischen Kriegsschauplatz. Elf deutsche und zwei japanische U-Boote wurden während der Einsatzzeit durch Bordflugzeuge oder Eskorten der Bogue versenkt. Damit gilt sie als erfolgreichster U-Jagdträger während des Zweiten Weltkriegs.

## Technik
Die Bogue war an der Wasserlinie 141,7 Meter lang und 21,2 Meter breit. Die Länge über Alles betrug 151,2 Meter, die maximale Breite 34 Meter. Bei einem Tiefgang von 7,9 Metern hatte der Träger leer eine Verdrängung von 7800 ts, die Einsatzverdrängung betrug 15.400 ts. Das Schiff besaß ein Flugdeck mit den Maßen 24 m × 135 m.
Zwei Wasserrohrkessel mit 19,65 bar Betriebsdruck erzeugten den Dampf für eine einzelne Getriebeturbine, die ihre Leistung von 8500 Wellen-PS an einen einzelnen Propeller abgab. Die Höchstgeschwindigkeit lag bei 18 Knoten, mit den 2413 Tonnen Treibstoff an Bord wurde eine Reichweite von 26.300 Seemeilen bei 15 Knoten und 22.500 Seemeilen bei 17 Knoten erzielt.
Die Bewaffnung der Bogue bestand ursprünglich aus zwei 127-mm-Geschützen auf beiden Seiten am Heck, diese wurden im Laufe der Einsatzzeit durch 40-mm- und 20-mm-Geschütze ergänzt. Ab 1943 wurden an Bord acht 40-mm-Zwillinge sowie 27 20-mm-Einzelgeschütze zur Flugabwehr eingesetzt. Schon von Indienststellung an war die Bogue mit SG- und SC-Radar ausgestattet, im Mai 1943 erhielt der Träger ein HF-DF-System zur U-Bootortung.
An Bord konnten bis zu 28 Flugzeuge mitgeführt werden, während der Einsätze befanden sich aber selten mehr als 24 Flugzeuge an Bord, zumeist vom Typ F4F Wildcat und TBF Avenger.

## Geschichte

### Bau und Indienststellung
Die Bogue wurde ursprünglich 1940 von der Isthmian Steamship Company als Typ-C3-Frachter SS Steel Advocate bei Seattle-Tacoma Shipbuilding geordert. Am 1. Oktober 1941 wurde das Schiff als „Hull #170“ der Maritime Commission im Dock 9 in Tacoma, Washington auf Kiel gelegt. Nach der Schiffstaufe am 15. Januar 1942 wurde der Frachter vom Stapel gelassen, am 1. Mai 1942 übernahm die US Navy das Schiff, um es zum Geleitflugzeugträger umzubauen. Benannt nach dem Bogue-Sund in North Carolina wurde der Träger am 26. September 1942 bei der Marine unter der Kennung ACV-9 (Auxiliary Aircraft Carrier) unter dem Kommando von Captain Giles E. Short in Dienst gestellt.

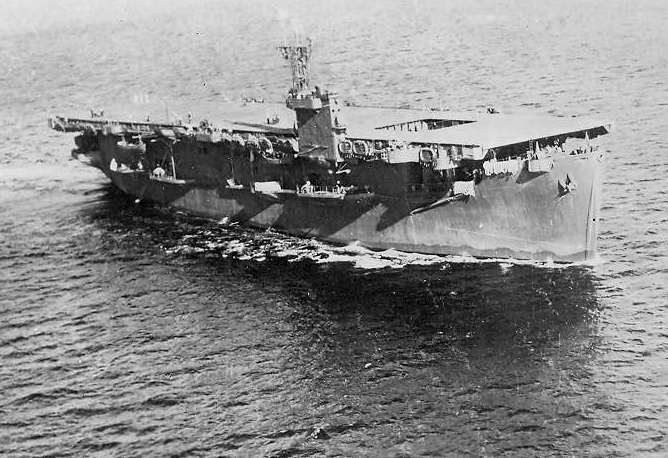
Die Bogue während der Erprobungsfahrten im Puget Sound, Washington

Erste Fahrten im Seegebiet vor Seattle dienten der Erprobung des neuen Schiffes. Am 17. November 1942 brach die Bogue dann in Richtung San Diego auf, wo sie mit dem „Composite Squadron 9“ (VC-9) unter Lieutenant Commander William Drane ihre Einsatzstaffel an Bord nahm. Am 11. Dezember verließ der Träger dann die US-Westküste und fuhr durch den Panamakanal nach Norfolk, wo er am 1. Januar 1943 eintraf. In den folgenden eineinhalb Monaten wurden U-Jagdübungen durchgeführt, zudem wurden Verbesserungen an der Schiffstechnik und -bewaffnung vorgenommen, unter anderem wurde das Löschsystem verbessert und Betonballast eingebracht, um die Stabilität zu erhöhen. Am 24. Februar setzte die Bogue dann Kurs auf Argentia in Neufundland, wo sie vier Tage später eintraf.

### März bis Juli 1943
Nachdem britische Verbindungsoffiziere und Funker an Bord genommen worden waren, welche die Zusammenarbeit mit dem Geleitschutz des Konvois verbessern sollten, verließ der Träger am 5. März den Hafen zusammen mit den beiden Zerstörern Belknap und George E. Badger, um sich am nächsten Tag dem Konvoi HX-228 anzuschließen, der in Richtung britische Inseln fuhr. Am 10. März sichteten die Flugzeuge des Trägers zum ersten Mal ein U-Boot und griffen es erfolglos an. Am gleichen Tag setzte sich die Bogue vom Konvoi ab und kehrte nach Neufundland zurück, um am 20. März die Eskorte des Konvois SC-123 zu übernehmen. Bis zum 26. März begleitete der Träger den Schiffsverband, dann fuhr er über Argentia nach Boston, wo eines der Katapulte repariert wurde. Am 20. April traf die Bogue wieder in Argentia ein, drei Tage später lief sie dann aus, um sich mit dem Konvoi HX-235 zu treffen. Am 28. April wurde ein U-Boot gesichtet, der Angriff auf das Boot blieb jedoch ohne Erfolg. Am Folgetag übernahm der Träger die Voraussicherung des Konvois, am 30. April trennten sich die Bogue und ihre Eskorten vom Konvoi HX-235 und liefen Belfast an, wo sie am 2. Mai eintrafen. In den folgenden zwei Wochen übten die Einheiten gemeinsam mit britischen Kräften, die in Argentia an Bord genommenen Verbindungsoffiziere verließen die Bogue wieder. Bei einem Werftaufenthalt wurde der Träger mit dem HF-DF-System ausgerüstet, zusätzlich wurde weitere Avenger-Torpedobomber an Bord genommen.
Am 15. Mai lief der Träger von Belfast aus in den Nordatlantik, wo er sich vier Tage vor Island mit dem westwärts fahrenden Konvoi ON-184 traf. Die USS Bogue übernahm mit ihren Eskorten die Nahsicherung des Verbands.
Am 21. Mai griff eine TBF Avenger der Bogue etwa 500 Seemeilen südöstlich von Grönland das aufgetaucht fahrende U-Boot U 231 an und beschädigte es so schwer, dass es zur Reparatur nach Brest zurückkehren musste. Am folgenden Tag griff eine weitere Avenger U 468 an, aufgrund einer falschen Positionsmeldung fand die ausgesandte Verstärkung das U-Boot aber nicht. Stattdessen wurde U 305 mehrfach von Torpedobombern angegriffen, das U-Boot konnte aber den Angriffen der Flugzeuge sowie dem Zerstörer Osmond Ingram ausweichen, musste aber ebenfalls wegen schwerer Schäden die Verfolgung des Konvois aufgeben und nach Brest zurückkehren. Am Nachmittag griff dann ein weiterer Avenger-Bomber U 569 an, das sich etwa 20 Seemeilen hinter der Bogue befand. Das U-Boot tauchte zuerst ab, musste dann aber wegen der Schäden an die Oberfläche zurückkehren, wo es erneut bombardiert wurde. U 569 kenterte durch, konnte aber von der Besatzung wieder unter Kontrolle gebracht werden und wurde, nachdem es erneut an die Oberfläche kam, von seiner Besatzung aufgegeben. Der herbeieilende kanadische Zerstörer St. Laurent konnte 24 Überlebende aus dem Wasser retten. Der Konvoi ON-184 erreichte ohne Verluste die amerikanische Küste.
Zusammen mit den Zerstörern Clemson, George E. Badger, Greene und Osmond Ingram verließ die Bogue am 30. Mai Neufundland, um U-Boote aufzuspüren und zu jagen, die Konvois zwischen den Vereinigten Staaten und Nordafrika angriffen. Die „hunter killer group“ um die Bogue begleitete den Konvoi GUS-7A, der nach Gibraltar fuhr. Am 4. Juni griffen Avenger-Bomber des Trägers drei aufgetaucht fahrende U-Boote an, konnten aber keine Treffer erzielen. Am nächsten Tag versenkten dann eine Avenger und eine Wildcat, die zusammen operierten, das U-Boot U 217, das zur Gruppe „Trutz“ gehörte. Am 8. Juni griffen die Flugzeuge der Bogue wiederholt U 758 an, das aber sowohl den Luftangriffen als auch einem Wasserbombenangriff der USS Clemson widerstand und trotz einer gefluteten Abteilung entkommen konnte.

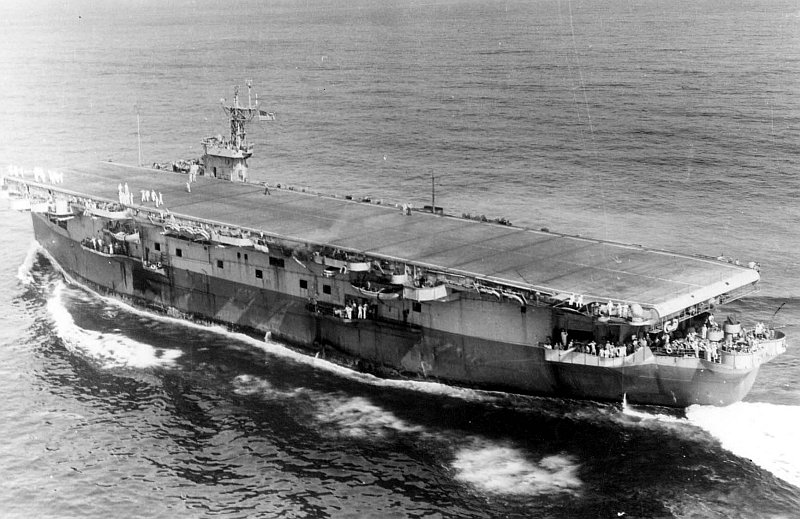
USS Bogue bei der Rückkehr nach Norfolk, 20. Juni 1943

U 118 und U 460 erhielten den Befehl, die angeschlagene U 758 zu unterstützen, der Befehl wurde jedoch von der amerikanischen Aufklärung abgefangen. Die Bogue und ihr Jagdverband wurden auf Abfangkurs beordert, am 12. Juni griffen dann sieben Flugzeuge des Trägers das U-Boot an und versenkten es 20 Meilen vom Träger entfernt. Rettungsflöße wurden abgeworfen und 17 Überlebende gerettet, die meisten davon Verwundete, die U 118 zuvor von U 758 übernommen hatte. Am 20. Juni kehrte der U-Jagd-Verband nach Norfolk zurück.
Nachdem Captain Joseph B. Dunn das Kommando über die Bogue übernommen hatte, verließ der Träger, mittlerweile als CVE-9 (Escort Carrier) klassifiziert, Mitte Juli 1943 Norfolk, um den nach Gibraltar fahrenden Konvoi UGS-12 zu unterstützen. Obwohl mehrmals U-Boote mittels Funkpeilung geortet wurden, konnten keine erfolgreichen Angriffe vermeldet werden. Am Morgen des 23. Juli ortete die George E. Badger U 613, ein mit Minen beladenes U-Boot Typ VIIC per Sonar. Der Zerstörer fuhr vier Angriffe mit Wasserbomben auf das getauchte Boot und konnte über die Hydrophone das Zerbrechen des Boots hören. Zudem wurden Wrackteile und Öl an der Oberfläche beobachtet. Gegen Mittag sichtete dann eine Avenger zwei aufgetaucht fahrende U-Boote, U 527 und U 648. U 648 tauchte ab, U 527 jedoch versuchte, in eine Nebelbank zu entkommen, wurde aber von Wasserbomben des Torpedobombers getroffen und sank. 13 deutsche Seeleute wurden gerettet. Bogue verließ den Konvoi UGS-12 am 26. Juli, um im Seegebiet um Madeira zu operieren. Am 1. August lief der Trägerverband in Casablanca ein.

### August bis Dezember 1943
Nach einer ereignislosen Atlantiküberquerung lief die Bogue am 23. August wieder in Norfolk ein. Das Bordgeschwader VC-9 wurde dort vom VC-19 abgelöst. Im September folgte eine weitere Atlantiküberquerung, ohne auf feindliche U-Boote zu treffen, lief der U-Jagdverband am 26. September in Casablanca ein. Drei Tage später lief der Verband erneut aus, um den Konvoi GUS-16, der in die Vereinigten Staaten fuhr, zu unterstützen. Nach einigen Tagen trennte sich die Bogue vom Konvoi und patrouillierte im Seegebiet östlich der Azoren, bevor sie am 20. Oktober wieder in Norfolk einlief. Am 14. November verließ die Bogue zusammen mit den Zerstörern Du Pont, George E. Badger, Osmond Ingram und Clemson Norfolk, um die Nahsicherung für den Konvoi UGS-24 zu gewährleisten. Haupteinsatzgebiet waren die Gewässer östlich der Bermudas, wo am 30. November U 238 durch Flugzeuge des Trägers so schwer getroffen wurde, dass es nach Europa zurückbeordert wurde. Die Bogue lief am 5. Dezember 1943 in Casablanca ein. Vier Tage später verließ der U-Jagdverband um den Geleitträger den nordafrikanischen Hafen wieder, um den westwärts fahrenden Geleitzug GUS-23 zu eskortieren. Nachdem der Konvoi ein Seegebiet sicher passiert hatte, in dem Funkpeilungen eine hohe Anzahl deutscher U-Boote vermuten ließen, trennte sich die Bogue vom Verband, um alleine weiter zu operieren. Am 12. Dezember griff eine TBF Avenger das deutsche U-Boot U 172 mit einem Mark-24-Torpedo an, der das U-Boot beschädigte. Den folgenden Angriffen der Zerstörer George E. Badger und Du Pont mit Wasserbomben und Hedgehogs entging U 172, tauchte dann aber gegen Abend auf und versuchte, den amerikanischen Schiffen zu entkommen. An Bord der George E. Badger wurde das U-Boot jedoch auf dem Radar bemerkt und auf knapp 4000 Meter Entfernung mit Geschützen angegriffen. Ein Torpedo, den das U-Boot auf die Zerstörer abschoss, verfehlte sein Ziel, im Gegenzug wurde U 172 erneut mit Wasserbomben angegriffen und beschädigt. Da der Sonarkontakt zum U-Boot jedoch verloren ging, kehrten die Zerstörer zur Bogue zurück. Am nächsten Morgen sichtete ein Flugzeug des Trägers einen Ölfleck, der auf ein getauchtes, beschädigtes U-Boot hinwies. Erneut wurden die Zerstörer Clemson, George E. Badger und Osmond Ingram abgestellt, um das U-Boot anzugreifen. Nach fünf weiteren Wasserbombenangriffen tauchte U 172 schwer beschädigt auf und ein Teil der Besatzung ging von Bord. Jedoch wurde das Deckgeschütz von U 172 bemannt und es gelang, die Osmond Ingram zu beschießen. Nach weiteren Angriffen aus der Luft und von den drei Zerstörern explodierte U 172 schließlich und sank. 46 deutsche Seeleute wurden gerettet.
Eine Woche später wurde U 850 an der Oberfläche von einer Avenger angegriffen, jedoch verfehlt. Die U-Boot-Besatzung eröffnete mit ihrem Flakgeschütz das Feuer auf das amerikanische Flugzeug, wurde jedoch von F4F Wildcat, die von der Bogue zur Verstärkung beordert worden waren, zum Schweigen gebracht. Eine weitere Avenger warf vier Wasserbomben ab, die das U-Boot beschädigten und es abtauchen ließen. Gerade als das U-Boot wieder an die Oberfläche kam, wurde es von zwei Mark 24 Fido achtern getroffen und sank mit der gesamten Besatzung.

### U-Jagd-Einsätze 1944
Weihnachten 1943 verbrachte die Bogue auf den Bermuda-Inseln, ihr nächster Auftrag Anfang 1944 war der Transport von P-47 Thunderbolt nach Großbritannien. Bei der Rückkehr wurde der Flugzeugträger durch schweres Wetter beschädigt und musste in Norfolk zur Reparatur ins Dock. Dort kam die neue Luftgruppe, das „Composite Squadron 95“ (VC-95), an Bord, auch erhielt die Bogue neue Geleitzerstörer als Eskorte. Am 13. März untersuchte die U-Jagdgruppe einen Funkpeilungskontakt, als ein Avenger-Bomber einen Ölfleck an der Wasseroberfläche meldete. Abgeworfene Sonobojen ließen auf ein U-Boot schließen und so wurde der Geleitzerstörer USS Haverfield zur Untersuchung des Kontaktes beordert. Zusammen mit der kanadischen Fregatte HMCS Prince Rupert griff die Haverfield das U-Boot an. Sie wurden später von der USS Hobson sowie weiteren Avenger-Bombern unterstützt. U 575 wurde an die Oberfläche gezwungen, wo es mit Geschützfeuer und Wasserbomben angegriffen wurde. Sieben Minuten nach dem Auftauchen sank das Boot über Heck. An Bord blieb die auf Wache stehende Heizwache, da das achtere Kugelschott durch nicht geklärte Umstände nicht mehr geöffnet werden konnte. Außerdem blieb der Leitende Ingenieur mit einem Sprengkommando freiwillig im Boot. Weitere Verluste gab es durch den direkten Beschuss der auf dem Wasser treibenden Männer durch die Zerstörer und das Flugzeug. 17 Besatzungsmitglieder fielen, 37 Mann wurden gerettet. In knapp fünf Stunden Verfolgung wurden über 250 Wasserbomben geworfen. U 575 war das erste Schnorchelboot, das von amerikanischen Streitkräften versenkt wurde. Nach einem kurzen Zwischenstopp in Casablanca setzte der Verband seine Jagd westlich der der Kapverdischen Inseln fort, blieb aber erfolglos. Über Trinidad kehrte der Verband um die Bogue am 19. April nach Norfolk zurück.

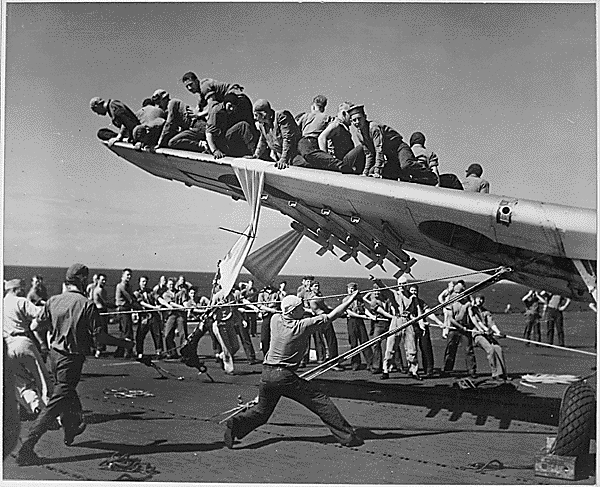
Decksmannschaften der Bogue versuchen, eine verunglückte Avenger aus dem Catwalk zu bergen, 19. Juni 1944

Unter dem Kommando von Captain Aurelius B. Vosseller und mit dem „Composite Squadron 69“ an Bord verließ die USS Bogue am 5. Mai 1944 Hampton Roads, begleitet von den Eskorten Haverfield, Francis M. Robinson, Janssen, Willis und Wilhoite. Am 13. Mai ortete die Francis M. Robinson nordwestlich der Kapverdischen Inseln ein U-Boot und griff es mit Hedgehogs an. Das japanische U-Boot, RO-501, ehemals U 1224 der deutschen Kriegsmarine, sank mit der gesamten Besatzung. Am 29. Mai lief der Verband in Casablanca ein, am 15. Mai verließ der U-Jagdverband Nordafrika wieder, um einen Konvoi zu sichern. Am gleichen Tag erhielten die Bogue und ihre Eskorten den Befehl, ein deutsches und ein japanisches U-Boot etwa 850 Seemeilen westlich der Kapverdischen Inseln aufzuspüren. In der Nacht zum 24. Juni ortete ein Avenger-Torpedobomber, geflogen von Lieutenant Commander Jesse D. Taylor, das aufgetaucht fahrende japanische U-Boot I-52 via Radar. I-52, unterwegs nach Bordeaux mit 285 Tonnen kriegswichtiger Fracht für das Deutsche Reich, darunter Molybdän, Wolfram und Gummi, 14 japanischen Technikern sowie 3 Tonnen Gold in 146 Barren als Bezahlung für deutsche Technik, hatte sich wenige Stunden zuvor mit U 530 getroffen, das zwei Funker, einen Lotsen und einen Naxos-Radarwarner an Bord des japanischen Boots übergeben hatte. Der Pilot der Avenger beleuchtete das U-Boot mittels Leuchtbomben, dann warf er zwei 500-Pfund-Wasserbomben ab, die I-52 zum Tauchen zwangen. Von Sonarbojen geleitet, griff Taylor das U-Boot mit einem Mark-24-Torpedo an, dessen Explosion deutlich vernommen werden konnte. Auch wurden Geräusche eines zerbrechenden U-Bootes von den Sonobojen aufgezeichnet. Über eine Stunde später vernahm eine weitere Avenger, geflogen von Lt. (jg) William Gordon, trotzdem noch Schraubengeräusche, worauf ein weiterer Mark-24-Torpedo abgeworfen wurde. 18 Minuten nach dem Abwurf ereignete sich eine schwere, lang anhaltende Unterwasserexplosion und es wurden Geräusche eines zerbrechenden U-Boots aufgezeichnet. Zerstörer, die zum Versenkungsort eilten, fanden einen großen Ölteppich an der Wasseroberfläche und konnten auch Teile der Ladung des U-Boots bergen. Überlebende wurden jedoch nicht gefunden. Mit einer Verdrängung von 3644 Tonnen war I-52 das größte versenkte U-Boot der Achsenmächte während der Schlacht im Atlantik.
Fast den gesamten Juli 1944 lag die Bogue in Norfolk, das „Composite Squadron 69“ wurde durch das „Composite Squadron 42“ abgelöst, das zudem mit Radar und Suchscheinwerfern ausgestattete TBM-1 Avenger mit an Bord brachte. Ende Juli brach der Träger zu einer Übungsfahrt zu den Bermudas auf, von wo aus er am 1. August auslief, um die Wake Island abzulösen. Am 16. August wurde die Bogue vom deutschen U-Boot U 802 verfolgt, konnte aber den Angriffen des Bootes ausweichen. Ein Luftangriff auf U 802 drei Tage später blieb erfolglos, weil die leichten britischen 250-Pfund-Wasserbomben das U-Boot nicht beschädigen konnten. Auf dem Weg nach Norden kreuzte der Kurs der Bogue den des U-Boots U 1229, das von Trondheim an die Küste von Maine unterwegs war, um einen Spion abzusetzen. Bei einem Luftangriff wurden die Batterien von U 1229 beschädigt, so dass es getaucht keine Fahrt mehr aufnehmen konnte. Durch weitere Angriffe wurde U 1229 so schwer beschädigt, dass es aufgegeben werden musste und sank. 42 Überlebende wurden gerettet.

### Kriegsende

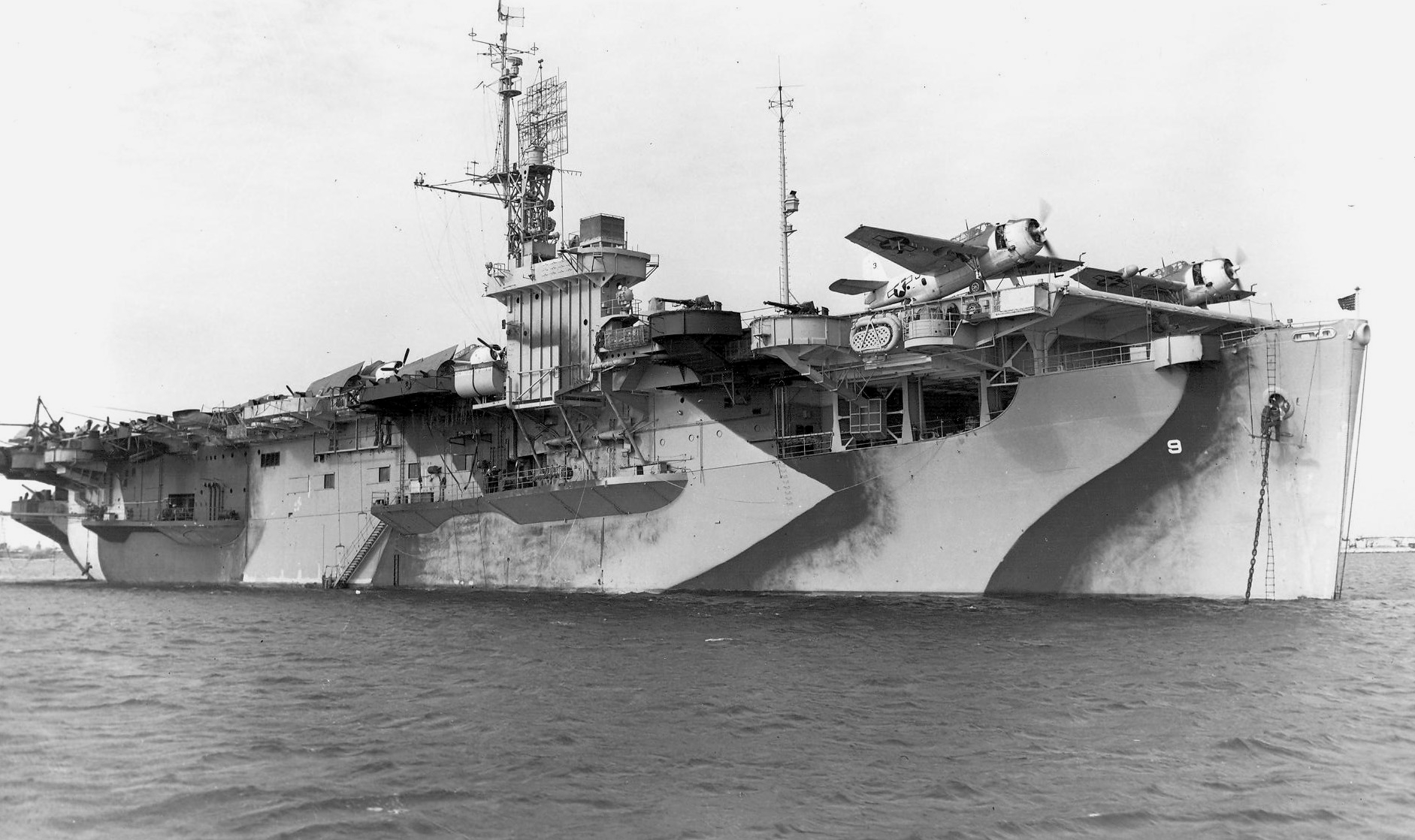
USS Bogue in den Bermudas, Februar 1945

In den Folgemonaten nahm die Zahl deutscher U-Boote in amerikanischen Gewässern weiter ab, zudem operierten die meisten Boote nun mit Schnorcheln, was die Entdeckung erschwerte. Die Bogue wurde als Trainingsträger eingesetzt, am 23. Februar 1945 lief sie mit einer Ladung von P-51 Mustang nach Liverpool aus, am 12. März traf sie wieder in Norfolk ein.
Am 16. April lief der Träger zu einem letzten U-Jagdeinsatz aus. Zusammen mit zehn Geleitzerstörern verließ die Bogue, unter dem Kommando von Captain George J. Dufek und mit dem „Composite Squadron 19“ an Bord, von Quonset aus nach Westen, wo sich der Verband mit der USS Core und deren zwölf Eskorten vereinigte, um deutsche U-Boote, die angeblich auf die US-Küste zuhielten, um Raketen abzufeuern, abzufangen. Am 23. April 1945 ortete ein Flugzeug der Bogue U 546 und griff es an. Das U-Boot, das sich nahezu in der Mitte der 70 Seemeilen langen Formation befand, tauchte ab und wurde erst am nächsten Tag wieder geortet. Der Geleitzerstörer Frederick C. Davis, der U 546 geortet hatte, wurde jedoch vom U-Boot torpediert und sank unter schweren Verlusten. Nach weiteren Wasserbomben- und Hedgehogangriffen wurde der Sonarkontakt zum U-Boot mehrmals verloren und wieder aufgenommen. Am frühen Abend riss ein Hedgehog-Angriff den Rumpf des Bootes auf und flutete den Batterieraum, so dass der Kommandant von U 546 gezwungen war, aufzutauchen. An der Oberfläche versuchte er erfolglos, die USS Flaherty zu torpedieren. U 546 sank dann schließlich um 18:45 Uhr unter dem Geschützfeuer von fünf Zerstörern. 33 deutsche Seeleute konnten gerettet werden.

### Verbleib
Nach dem Ende des Krieges in Europa wurde die Bogue in den Pazifik verlegt, wo sie am 3. Juli in San Diego eintraf. Eine Einsatzfahrt führte den Träger nach Guam, wo er am 24. Juli eintraf. Ein weiterer Einsatz fand im Nordpazifik statt, zwischen dem 19. August und dem 6. September war die Bogue unterwegs nach Adak, im Anschluss daran wurde sie der Operation Magic Carpet zugeteilt und brachte US-Soldaten von den pazifischen Inseln und aus Japan zurück in die Staaten. Am 30. November 1946 wurde der Träger in Tacoma außer Dienst gestellt und der Reserveflotte zugeteilt.
Während die Bogue in Reserve lag, wurde sie am 12. Juni 1955 zum „Escort Helicopter Aircraft Carrier“ (CVHE-9) umklassifiziert. Nach der Streichung aus den Schiffsregistern am 1. März 1959 wurde der ehemalige Flugzeugträger 1960 zur Verschrottung nach Japan verkauft.
Die USS Bogue erhielt für ihren Einsatz drei Battle Stars und wurde mit einer Presidential Unit Citation ausgezeichnet.